# Бочаров, Сергей Петрович
Сергей Петрович Бочаров (род. 27 сентября 1953, Баган, Новосибирская область) — советский и российский художник, живописец, педагог, художник-постановщик. Почетный член Российской академии художеств (РАХ) 2018. Заслуженный художник Республики Крым (2019).

## Образование
В 1973 году окончил Краснодарское художественное училище.
В 1981-м — Всесоюзный государственный институт кинематографии (ВГИК). Дипломная работа — серия эскизов к кинофильму „Шахта“.
Также окончил: Студию Нади Леже в Париже (Дипломная работа «Кафе „Греко“), Российскую академию художеств в Санкт-Петербурге (Дипломная работа „Куликовская битва. Подвиг Михаила Бренка“).

## Художник

### Характеристика
Работает в жанре портрета, пейзажа, натюрморта, тематической и исторической картины.
Особое место в творчестве Сергея Бочарова занимает станковая живопись в жанре группового портрета, выражающего тему современной России.
Картины Сергея Бочарова находятся в собраниях РОСИЗО, Центрального музея Вооруженных сил РФ, художественных музеев Ярославля, Тюмени, Тобольска, Омска, Севастополя, Симферополя, Ялты, Петропавловска-Камчатского, Тынды,  а также в коллекциях Осло, Парижа, Рима, Амстердама, США, Великобритании, Австрии, КНДР.

### Основные произведения
В качестве основных работ Сергея Бочарова Российская академия художеств выделяет:
- «Владимир Высоцкий и его демоны» (1977-1980, холст, масло, 100х80)
- «Золотой век. Портрет Генерального Секретаря ЦК КПСС, Председателя президиума Верховного совета СССР Леонида Ильича Брежнева» (1981, холст, масло, 108х96)
- «Урок рисования» (1982, холст, масло, 80х60)
- «Крым. Грот любви». (1982, холст, масло, 110х145)
- «Вечер клуба "Кому за тридцать в ДК "Новатор"» (1982, холст, масло, 110х145)
- «Групповой портрет летчиц-героинь 46-го авиационного полка» (1985, холст, масло, 200х250)
- «Портрет итальянского модельера Джани Версаче» (1989, холст, масло,100х80)
- «Венеция. Мост вздохов» (1990, холст, масло,115х80)
- «Венеция. Большой канал с видом на церковь Санта Мария дела Салюте» (1991, холст, масло, 96х158)
- «Машенька. Натюрморт с полевыми цветами» (1994, холст, масло,100х100)
- «Портрет Народный певицы России Татьяны Петровой» (2001, холст, масло, 200х120)
- «Шторм в Ялте» (2002, холст, масло, 90х160)
- «Открытие Ливадийского дворца царем Николаем Вторым и его семьей в 1911 году» (2003–2013, холст, масло,200х300)
- «Крещение Князя Владимира в Херсонесе» (2009-2019, холст, масло. 215х250)
- «Древний Херсонес» (2012, холст, масло,140х170)
- «А.П. Чехов на Белой даче в Ялте. Письмо» (2016, холст, масло,80х60)

### Выставки
Участник выставок с 1977 года.
Провел более 50 персональных выставок, среди которых: «Явление народа» (Москва, Красные палаты,1999 г.), «Величие Крыма» (Ялта, Ялтинский международный форум, 2019 г), «Пейзажи большой Ялты» (Ливадийский дворец, 2023 г.), а также выставки в Королевском дворце в Осло (1989 г.), Симферопольском музее изобразительных искусств (1998 г.), ЦДХ (Москва, 1996-1999, 2004, 2012 гг.), Государственной Думе (Москва, 1998 г.), Администрации Президента Российской Федерации (Москва, 2007 г.), Гран-пале (Париж, Франция, 2012г), Ливадийском дворце (Ялта, 2014, 2015, 2019, 2020), Совете Федерации (Москва, 2019 г.).

### Преподавательская деятельность
С 1983 по 1989 год преподавал в Всесоюзном государственном институте кинематографии.
Профессор живописи. Преподавал живопись во ВГИКе, в Италии, Австрии, Итальянской академии художеств в Риме.

## Художник постановщик
С 1983 года — художник-постановщик Центральной киностудии детских и юношеских фильмов имени М. Горького.
Участвовал в съемках 18 фильмов: «Без права на провал», «На златом крыльце сидели», «Забавы молодых», «Спасенному-рай» (1988, реж. Георгий Николаенко), «Трое» (1988, реж. Александр Баранов), «Берег спасения», «Детство Темы» (1990, реж. Елена Стрижевская), «Сталкер», «Поездка в Висбаден», «Шутки в сторону», «Без права на провал» и других.

## Членство в организациях
- Московский Союз художников (1985)[1]
- Международный художественный фонд (1994)[1]
- Петровская Академия наук и искусств (2001)[1]
- Союз кинематографистов России (2018)[1]
- Почетный член Российской академии художеств (РАХ) (2019)[1]

## Награды и звания
- «Золотая кисть» (Союз независимых художников, 2011) [1]
- Первая премия «Золотая кисть» за картину «Мыс Ай-Тодор. Синее, черное море» (Гран-Пале, Париж, Франция (2011))[1]
- Лауреат Государственной премии Республики Крым (2017)[1]
- Заслуженный художник Республики Крым (2019)[1]

## Семья
- Отец — Пётр Тарасович Бочаров, инвалид Великой Отечественной войны 1 группы, награждён орденом Красной Звезды, орденом Славы 1-й и 2-й степени, орденом Великой Отечественной войны 1-й степени и другими[источник не указан 177 дней].
- Мать — Любовь Андреевна Бочарова (Козлова), колхозница[источник не указан 177 дней].
- Жена — Бочарова Галина Ивановна (Рахманова) род. 1954. Художник[источник не указан 177 дней].
- Дети — Александр, 1971. Иван, 1973. Ольга и Дарья, 1975. Тарас, 1976. Пётр, 1977. Руслан, 1978. Александр, 1979. Людмила, 1980. Валентина, 1981. Андрей, 1982. Николай, 1984. Владимир, 1986. Елена, 1987. Максим, 1988. Мария, 1989. Наталия, 1991[источник не указан 177 дней].